# Ищейка (телесериал, США)
«Ище́йка» (англ. The Closer) — американский телевизионный сериал с Кирой Седжвик в главной роли. Она играет детектива Бренду Джонсон, прошедшую обучение в ЦРУ и прибывшую на момент начала сериала в Лос-Анджелес для руководства специальным отделом по расследованию убийств.
10 декабря 2010 года было объявлено что седьмой сезон станет заключительным по желанию самой Киры Седжвик, главной звезды и продюсера.
30 января 2011 года было объявлено о работе канала над спин-оффом сериала под названием «Особо тяжкие преступления», и главную роль в нём сыграет Мэри Макдоннелл, исполнившая в «Ищейке» роль капитана Шэрон Рейдор. 18 мая 2011 года стало известно о заказе первого сезона из 10 эпизодов.

## Актеры и персонажи
- Кира Седжвик — Бренда Ли Джонсон
- Джордж Бэйли — Луи Провенца
- Кори Рейнольдс — Дэвид Габриэль
- Роберт Госсетт — Рассел Тейлор
- Дж. К Симмонс — Уилл Поуп
- Тони Денисон — Энди Флинн
- Майкл Пол Чан — Майкл Тао
- Раймонд Крус — Хулио Санчес
- Филип П. Киин — Баз Ватсон
- Джон Тенни — Фриц Ховард
- Джина Равера — Ирен Дениэлс
- Мэри Макдоннелл — Шэрон Рейдор

## Рейтинги
Премьеру сериала посмотрели более чем 7 миллионов зрителей, что стало на тот момент самым высоким показателем в истории кабельного телевидения. Премьера второго сезона побила собственный рекорд, она привлекла к экранам около 8 млн. 280 тысяч зрителей и является рекордом среди кабельных шоу. Финал третьего сезона посмотрело более 9,21 млн зрителей не считая записей на DVR. Шестой сезон стартовал в «мертвый» на телевидении летний сезон 12 июля 2010 года и привлек около 8 млн зрителей.
| Сезон | Премьера сезона | Премьера сезона          | Премьера сезона                  | Финал сезона        | Финал сезона             | Финал сезона                     |
| Сезон | Дата            | Кол-во зрителей (в млн.) | Количество домохозяйств (в млн.) | Дата                | Кол-во зрителей (в млн.) | Количество домохозяйств (в млн.) |
| 1     | June 13, 2005   | 7.03                     | 5.26                             | September 5, 2005   | 6.39                     | 4.61                             |
| 2     | June 12, 2006   | 8.28                     | 6.04                             | September 4, 20061  | 7.60                     | 5.45                             |
| 3     | June 18, 2007   | 8.81                     | 6.38                             | September 10, 20071 | 9.21                     | 6.84                             |
| 4     | July 14, 2008   | 7.81                     | 5.91                             | September 15, 20081 | 7.63                     | 5.00                             |
| 5     | June 8, 2009    | 7.14                     | 5.35                             | August 24, 20091    | 7.40                     | 5.50                             |
| 6     | July 12, 2010   | 7.66                     | 5.72                             | September 13, 20101 | 7.20                     | 5.43                             |
| ----- | --------------- | ------------------------ | -------------------------------- | ------------------- | ------------------------ | -------------------------------- |

## Список эпизодов
Почти каждый эпизод сериала носит самостоятельную сюжетную линию и концентрируется на конкретном преступлении.

## Награды и номинации

### Эмми
- 2006 Лучшая драматическая актриса Кира Седжвик — Номинация
- 2007 Лучшая драматическая актриса Кира Седжвик — Номинация
- 2008 Лучшая драматическая актриса Кира Седжвик — Номинация
- 2009 Лучшая драматическая актриса Кира Седжвик — Номинация
- 2010 Лучшая драматическая актриса Кира Седжвик — Лауреат
- 2010 Лучший приглашенный актёр в драматическом сериале Бо Бриджес — Номинация

### Золотой глобус
- 2006 Лучшая драматическая актриса Кира Седжвик — Номинация
- 2007 Лучшая драматическая актриса Кира Седжвик — Лауреат
- 2008 Лучшая драматическая актриса Кира Седжвик — Номинация
- 2009 Лучшая драматическая актриса Кира Седжвик — Номинация
- 2010 Лучшая драматическая актриса Кира Седжвик — Номинация
- 2011 Лучшая драматическая актриса Кира Седжвик — Номинация

### Другие награды
- 13 номинаций на премию Премия Гильдии киноактёров США
- 2009 — Любимая ТВ актриса Кира Седжвик — Лауреат People’s Choice Awards
- 2006 Лучшая женская роль в драме Кира Седжвик — Лауреат Грейси
- 11 номинаций на премию Saturn Awards
- 2010- номинация — лучший актёр второго плана Кори Рейнолдс NAACP Image Awards